# René Lemarchand
René Lemarchand, né le 3 avril 1932, à Nantes est un chercheur en sciences politiques français basé aux États-Unis. Il est connu pour son travail sur les conflits  dans la région des Grands Lacs, ainsi que sur le génocide au Rwanda, Burundi et au Darfour. Ses ouvrages ont été publiés tant en français qu'en anglais et il est tout particulièrement connu pour son travail sur le concept de clientélisme. Il est professeur émérite à l'université de Floride et continue d'écrire, d'enseigner à travers le monde et de faire des consultances. 

## Biographie
René Lemarchand est né en 1932 en France. Après avoir fait ses études en France il est allé aux États-Unis pour faire son doctorat en science politique. Il a obtenu son PhD à l'université de Californie à Los Angeles (UCLA), avec une spécialisation sur les études africaines.

## Carrière universitaire
Lemarchand a rejoint la faculté des sciences politiques de l'université de Floride en 1971. Il y a fait toute sa carrière. Il s'est spécialisé sur les problèmes politiques en Afrique, notamment les conflits ethniques conduisant à la guerre en Afrique centrale. 
En juillet 1971, au cours d'un séjour au Tchad pour ses recherches, il a été arrêté pour s'être rendu dans une partie du territoire dont l'accès était interdit. Il a été relâché en août 1971.
Lemarchand est devenu un spécialiste des questions ethniques et des conflits au  Burundi, en République démocratique du Congo, au Rwanda et au Darfour. Il est reconnu comme un expert de niveau international pour tout ce qui concerne les cycles de violence en Afrique centrale. Il a enseigné comme professeur invité dans plusieurs universités en Europe, en Afrique et en Afrique du Nord.  
Depuis son départ à la retraite, il a travaillé pour l'Agence des États-Unis pour le développement international (USAID) à Abidjan (Côte d'Ivoire) en tant que consultant régional pour la gouvernance et la démocratie en Afrique de l'Ouest et comme conseiller pour la démocratie et la gouvernance pour USAID au Ghana. 

### Ouvrage
- Political Awakening in the Belgian Congo (University of California Press, 1964)
- Green and the Black: Qadhifi's Policies in Africa (1964)
- "Rwanda and Burundi", Praeger, 1970, 562 p.[4].
- Selective Genocide in Burundi (1974)
- African Kingships in Perspective (1977)
- African Policy in Southern Africa (1978)
- Political Clientelism in Patronage and Development (1981)
- The World Bank in Rwanda (1982)
- Burundi: Ethnocide as Discourse and Practice (1994),
- Burundi: Ethnic Conflict and Genocide (Woodrow Wilson Center Press/Cambridge University Press, 1996)
- The Dynamics of Violence in Central Africa (University of Pennsylvania Press, 2009)
- Forgotten Genocides, Oblivion, Denial, and Memory, Ed. (University of Pennsylvania Press, 2011)
- Remembering Genocides in Central Africa. (Routledge, 2021)

### Articles
- "Disconnecting the Threads: Rwanda and the Holocaust Reconsidered", Idea Journal, Vol. 7, No. 1, 29 March 2002

## Prix et distinctions
- 1971, Melville J. Herskovits Award for Rwanda and Burundi, African Studies Association[5]
- The René Lemarchand Collection of African Political Papers at the University of Florida, featuring materials on Rwanda, Burundi, Zaire, Chad, Gabon, and Libya, mostly in French, with emphasis on the period of the 1950s through independence, and increasing democratization in the 1980s and 1990s.